# (28912) 2000 NL26
2000 أن أل 26 (ويعرف أيضًا باسم (28912) 2000 أن أل 26 وفق تسمية الكوكب الصغير) (بالإنجليزية: 2000 NL26)‏ هو كويكب ضمن حزام الكويكبات؛ وترتيبه 28912 من حيث الاكتشاف.
اكتُشف هذا الجُرم الفلكي بواسطة مرصد لويل للبحث عن الأجرام القريبة من الأرض في 4 يوليو 2000.

## وصلات خارجية
- (28912) 2000 NL26 في قاعدة بيانات مختبر الدفع النفاث لأجرام النظام الشمسي الصغيرة

- الاكتشاف · مخطط المدار ·  العناصر المدارية · المعلمات المادية

- (28912) 2000 NL26 على موقع ويكي سكاي: DSS2, SDSS, GALEX, IRAS, Hydrogen α, X-Ray, Astrophoto, Sky Map, Articles and images